# Елън Корби
Елън Корби (на английски: Ellen Corby) е американска актриса и сценаристка. 

## Биография
Елън Хансен е родена на 3 юни 1911 година в Расийн, Уисконсин, от родители имигранти от Дания. Израства във Филаделфия. Интересът към аматьорския театър, докато е в гимназията я отвежда в Атлантик Сити през 1932 г., където за кратко работи като певица в хор. През същата година тя се премества в Холивуд и получава работа като сценарист за РКО студио (RKO Studios) и Хал Роуч студио (Hal Roach Studios), където често работи заедно с бъдещия си съпруг, оператора Франсис Корби. Тя заема тази позиция през следващите 12 години и отделно взема уроци по актьорско майсторство.

### Кариера
Въпреки че е участвала в повече от 30 филма през 1930-те и 1940-те години, включително в „Животът е прекрасен“ (1946), първата ѝ заслужена роля на RKO в „В ъгъла“ (1945), в която тя играе камериерка. Следва некредитирана кратка роля на кухненски готвач в „Медальонът“ (1946). Работи и като сценарист в студията на Парамаунт, работи върху уестърна „Здрач по пътеката“ (1941).
Тя получава номинация за Оскар и Златен глобус за най-добра поддържаща женска роля за изпълнението си като любима леля в „Спомням си мама“ (1948). През следващите четири десетилетия тя работи в киното и телевизията, като обикновено изобразява камериерки, секретарки, сервитьорки или клюкарки, често в уестърните, и има повтаряща се роля като Хенриета Портър, издател на вестник в „Trackdown“ (1957–1959), с участието на Робърт Кълп в ролята на тексаския рейнджър Хоби Гилман. В епизода озаглавен „Гласуването“, Хенриета Портър се застъпва за избирателното право на жените: „Жените трябва да имат право на глас. Жените трябва да участват в политиката. Те не могат да се справят по-зле от вас, мъжете!“ За гостуванията си в много уестърни, Корби през 1989 г. печели награда „Златна обувка“. 

### Личен живот
Елън Хансен се омъжва през 1934 г. за Франсис Корби, кинорежисьор и оператор, който е с две десетилетия по-възрастен от нея. Те се развеждат през 1944 г. без да имат деца, тя никога не се омъжва повторно. Франсис Корби умира през 1956 година.
През 1969 г. тя се обучава за учител по трансцендентална медитация. 

### Смърт
Елън Корби получава инсулт през ноември 1976 г., от който се възстановява и се връща към ролята си в „Уолтънови“ през март 1978 г. След инсулта Корби е подкрепена от партньорката си Стела Лучета, с която се запознава през 1950-те години,  и която живее с нея до смъртта ѝ.  Последната ѝ роля е в „Уолтън Великден“ (1997).
През 1999 година след няколко години влошаване на здравето, Корби умира на 87-годишна възраст в Лос Анджелис. Погребана е в Мемориалния парк Форест Лоун, Глендейл, Калифорния.

## Избрана филмография
| Година | Филм                | Оригинално заглавие   | Роля                      | Режисьор       |
| ------ | ------------------- | --------------------- | ------------------------- | -------------- |
| 1946   | Животът е прекрасен | It's a Wonderful Life | клиентка                  | Франк Капра    |
| 1948   | Спомням си мама     | I Remember Mama       | Леля Трина                | Джордж Стивънс |
| 1950   | Стрелецът           | The Gunfighter        | Г-жа Девлин               | Хенри Кинг     |
| 1953   | Шейн                | Shane                 | Г-жа Лиз Тори             | Джордж Стивънс |
| 1954   | Сабрина             | Sabrina               | Мис Маккардъл, секретарка | Били Уайлдър   |
| 1958   | Световъртеж         | Vertigo               | мениджър в хотела         | Алфред Хичкок  |